# Proline
Proline (afgekort als Pro of P) is een hydrofoob aminozuur met een unieke structuur. Het is een van de twintig natuurlijk voorkomende proteïnogene aminozuren die fungeren als bouwstenen van eiwitten. Proline bevat een pyrrolidine: een ring waarin het stikstofatoom (van de aminogroep) en het α-koolstofatoom van het aminozuur rechtstreeks deel uitmaken van de zijketen. Deze ringstructuur geeft proline een bijzondere conformationele rigiditeit en is van groot belang bij de totstandkoming van de eiwitstructuur.
Bij fysiologische pH is proline een apolaire verbinding door de aanwezigheid van de alifatische ring. Het wordt geclassificeerd als een niet-essentieel aminozuur omdat het lichaam (onder normale omstandigheden) voldoende proline kan vormen uit het eveneens niet-essentiële glutaminezuur. Proline wordt gecodeerd door de codons die beginnen met CC, namelijk CCA, CCC, CCG en CCU.

## Biosynthese
De meeste organismen synthetiseren proline uit L-glutaminezuur. Dit aminozuur wordt omgezet in glutamaat-5-semialdehyde onder invloed van het enzym glutamaat-5-kinase en glutamaat-5-semialdehydedehydrogenase. Na ringsluiting van het ontstane glutamaat-5-semialdehyde ontstaat een molecuul dat gereduceerd wordt tot proline (door gebruikmaking van NADH). Het is ook mogelijk dat het glutamaat-5-semialdehyde wordt omgezet in ornithine en vervolgens cycliseert tot proline.

## Eigenschappen

### Rol in eiwitstructuur
Proline heeft een uitzonderlijke structuur: het stikstofatoom zit vast in een ring. Hierdoor zijn de phi- en psi-hoeken minder flexibel dan bij andere aminozuren: het molecuul is 'stijf'. Tevens bindt het stikstofatoom slechts één waterstofatoom, waar dit er twee zijn bij de andere aminozuren. Als proline bindt aan een ander aminozuur, dan is dit waterstofatoom weg. De resulterende amidegroep kan dan geen waterstofbrug vormen. 
Om deze twee redenen verstoort dit aminozuur de secundaire structuur van eiwitten zoals alfa-helices en bèta-sheets. Proline is dan ook van groot belang bij de bepaling van de eiwitstructuur. Het aminozuur komt voornamelijk voor in 'bochten' (turns), de plaatsen waar secundaire structuren met elkaar verbonden worden of aan het uiteinde van een alfa-helix of bèta-sheet. Het feit dat proline een bocht in de eiwitstructuur kan veroorzaken, is tevens een verklaring voor het merkwaardige gegeven dat dit aminozuur – ondanks dat het een hydrofobe zijketen heeft – vaak blootgesteld is aan het waterige buitenmileu.

### Collageen
Meerdere proline-residuen naast elkaar kunnen leiden tot de vorming van een polyprolinehelix, een veelvoorkomende secundaire structuur in collageen. Hydroxylering van proline (of toevoeging van andere elektronegatieve substituenten zoals fluorine) verhoogt de conformationele stabiliteit van collageen aanzienlijk. Hydroxylering van proline is daarom een belangrijk mechanisme voor de instandhouding en aanmaak van bindweefsels in veel dieren. Wanneer de hydroxylering in onvoldoende mate plaatsvindt, kunnen aandoeningen als scheurbuik optreden.

## Vrij proline
In vrije vorm komt de stof onder andere voor in de Antarctische smele (Deschampsia antarctica), een grassoort die van nature op Antarctica voorkomt. Dit is waarschijnlijk een reactie op de barre omstandigheden waaronder deze plant nog weet te gedijen.